# Campages dubius
Campages dubius är en armfotingsart som beskrevs av Kishio Hatai 1940. Campages dubius ingår i släktet Campages och familjen Dallinidae. Inga underarter finns listade i Catalogue of Life.